# Apache Trail (film)
Pour les articles homonymes, voir Apache Trail.
Pour plus de détails, voir Fiche technique et Distribution.
Apache Trail est un film américain réalisé par Richard Thorpe, sorti en 1942.

## Synopsis
Tom Folliard, un ancien garde de diligence, sort de prison où il était incarcéré pour avoir été complice de criminels. Lorsque son frère, "Trigger" Bill, lui propose de participer à un nouveau vol, Tom dit qu'il ne veut plus avoir affaire avec lui, et cherche à reprendre son ancien travail. Mais son patron lui propose à la place la gestion de la pire étape de la ligne, Tonto Valley, en plein territoire apache. Malgré tout, Tom est heureux qu'on lui donne une chance et prend la première diligence. À son arrivée, il est accueilli par la cuisinière, Señora Martinez, et sa fille Rosalia, qui sont ravies d'avoir un nouveau patron. Ensemble, et avec l'aide d'un jeune indien, Cochee, ils décident de faire de Tonto Valley la meilleure étape de la ligne.
Quelques semaines plus tard, alors qu'arrive une diligence avec à son bord James V. Thorne, un artiste, et sa femme, ainsi que Constance Selden, une jolie veuve, Tom remarque avec inquiétude des signaux de fumée et des bruits de tambour de guerre au loin. Cet après-midi là, le Major Lowden de l'US Cavalry arrive pour prendre livraison de fournitures et suivi peu après par Bill, ce qui pousse Tom à fermer à clé le coffre-fort de la compagnie et à confisquer les armes de son frère. Le lendemain matin, une flèche apache est lancée dans l'enceinte du poste et Tom part à cheval enquêter aux environs, après avoir confié les clés du coffre aux conducteurs de la diligence. Pendant son absence, Constance apprend à la Señora Martinez et à Rosalia qu'elle a l'intention d'épouser Tom, même si Bill lui fait comprendre qu'il est plus son genre d'homme. Malgré le risque d'une attaque apache, le major retourne au fort en promettant d'envoyer de l'aide. Dans les collines, Tom voit des Apaches qui tirent après eux un homme blanc. Il arrive à le libérer et, comme ils retournent au poste, cet homme, "Pike" Skelton, apprend à Tom que les Apaches ont été poussés sur le sentier de la guerre par un blanc. Pendant ce temps, Thorne peint un portrait de Cochee, puis un autre de Bill, à sa demande. Lorsque ce dernier lui suggère qu'il serait mieux avec des armes, Thorne lui donne la sienne. Bill force alors les autres hommes présents à lui donner le coffre et leurs armes. Il est sur le point de partir, emmenant de force Constance avec lui, mais Tom et Pike arrivent juste au moment où Cochee ouvre les portes. Bill défie Tom mais est surpris quand ce dernier arrive à le désarmer en le blessant aux mains. Pendant que Bill et Pike sont soignés, Pike révèle des détails à propos de l’homme que les Apaches recherchent, et il s'avère qu'il s'agit de Bill. Le lendemain matin, les Apaches attaquent et Cochee est tué en sauvant la vie de Tom. Thorne aussi est tué, après quoi un Apache les prévient qu'ils doivent leur donner Bill, sinon ils seront tous tués. Lorsque cet Apache jette à terre le chapeau du major, ils réalisent qu'ils n'auront pas de renforts. Tom insiste pour qu'ils votent sur ce qu'ils doivent faire de Bill, le vote de Tom emporte d'une voix la majorité pour lui laisser la vie sauve. Pendant qu'ils se préparent pour une nouvelle attaque, Rosalia confesse son amour à Tom. Alors que le poste est encerclé, Bill vole un cheval et part, emmenant à sa suite les Apaches loin de Tonto Valley. Le lendemain, Constance prend la diligence, mais la Señora Martinez et Rosalia restent après que Tom a demandé la main de Rosalia. 

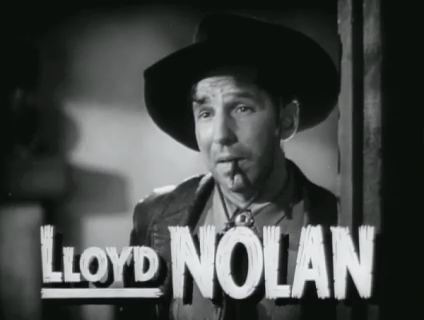
Lloyd Nolan

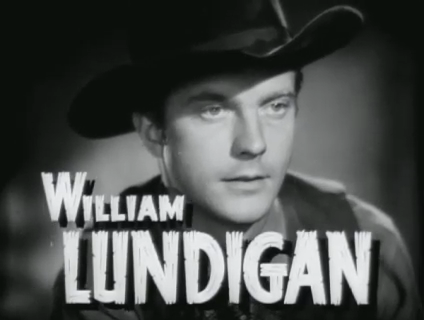
William Lundigan

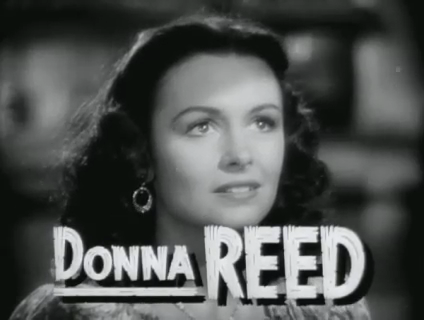
Donna Reed

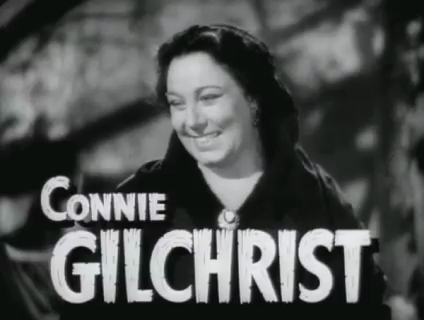
Connie Gilchrist

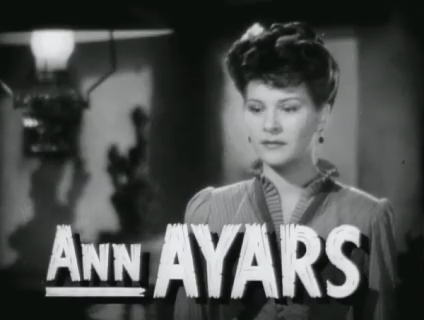
Ann Ayars

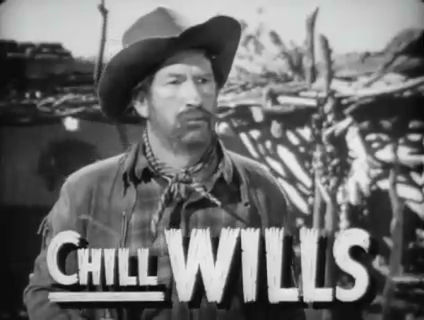
Chill Wills

## Fiche technique
- Titre original : Apache Trail
- Réalisation : Richard Thorpe
- Scénario : Maurice Geraghty, d'après la nouvelle Stage Station d'Ernest Haycox
- Collaboration au scénario : Gordon Kahn
- Direction artistique : Cedric Gibbons
- Décors : Edwin B. Willis
- Photographie : Sidney Wagner
- Son : Douglas Shearer
- Montage : Frank Sullivan
- Musique : Sol Kaplan
- Production : Samuel Marx
- Société de production : Metro-Goldwyn-Mayer
- Société de distribution : Loew's Inc.
- Pays d'origine :  États-Unis
- Langue originale : anglais
- Format : noir et blanc — 35 mm — 1,37:1 — son Mono (Western Electric Sound System)
- Genre : Western
- Durée : 66 minutes
- Date de sortie :
  - États-Unis : septembre 1942

## Distribution
- Lloyd Nolan : "Trigger" Bill Folliard
- Donna Reed : Rosalia Martinez
- William Lundigan : Tom Folliard
- Ann Ayars : Constance Selden
- Connie Gilchrist : Señora Martinez
- Chill Wills : "Pike" Skelton
- Miles Mander : James V. Thorne
- Gloria Holden : Mme Thorne
- Ray Teal : Ed Cotton
- Grant Withers : "Les" Lestrade
- Fuzzy Knight : Juke
- Trevor Bardette : Amber
- Tito Renaldo : Cochee
- Frank M. Thomas : Major Lowden
- George Watts : Juge Keeley
- Ed Brady : Passager de diligence en salle d'attente

## Production
- Selon l'AFI[1], Richard Rosson a commencé à diriger le film de décembre 1941 à avril 1942. En avril, Rosson, malade, est remplacé par Richard Thorpe, qui finit le tournage et sera le seul crédité au générique.
- Selon les mêmes sources[1], certaines scènes du film de John Ford La Chevauchée fantastique (1939) ont été utilisées dans ce film, et de la même manière certaines scènes de ce film ont été utilisées dans Apache War Smoke d'Harold F. Kress (1952).